# Kokkino Chorio

Kokkino Chorio (Grieks: Κόκκινο Χωριό, 'rood dorp') is een dorp op het Griekse eiland Kreta. Het dorp maakt deel uit van de fusiegemeente Apokoronas. In 1964 was het dorp het decor voor de film Zorba de Griek met Anthony Quinn in de hoofdrol. Sommige van de dorpsbewoners figureerden in deze film. In de Tweede Wereldoorlog was er een belangrijke Duitse legerpost in het dorp, dat vanwege een strategische ligging.